# Australaena
Genre
Australaena est un genre d'araignées aranéomorphes de la famille des Anyphaenidae.

## Distribution
Les espèces de ce genre sont endémiques de Polynésie française.

## Liste des espèces
Selon World Spider Catalog (version 17.5, 24/09/2016) :
- Australaena hystricina Berland, 1942
- Australaena zimmermani Berland, 1942

## Publication originale
- Berland, 1942 : Polynesian spiders. Occasional Papers of the Bernice Pauahi Bishop Museum of Polynesian Ethnology and Natural History, vol. 17, no 1, p. 1-24 (texte intégral).